# 4000 Hipparchus
4000 Hipparchus (1989 AV) là một tiểu hành tinh vành đai chính được phát hiện ngày 4 tháng 1 năm 1989 bởi Seiji Ueda và Hiroshi Kaneda ở Kushiro.